# Выборы в Государственный совет Адыгеи (2016)
Выборы депутатов Государственного Совета-Хасэ Республики Адыгея шестого созыва состоялись в Адыгее 18 сентября 2016 года в единый день голосования. Выборы проходили по смешанной избирательной системе: из 50 депутатов 25 избирались по партийным спискам (пропорциональная система), другие 25 — по одномандатным округам (мажоритарная система). Для попадания в госсовет по пропорциональной системе партиям необходимо преодолеть 5%-й барьер. Срок полномочий госсовета шестого созыва — пять лет.
В республике в список было внесено 339 519 избирателей. Явка составила 53,64 %.

## Ключевые даты
- 9 июня Государственный совет Адыгеи назначил выборы на 18 сентября 2016 года (единый день голосования).[2]
- 10 июня Центральная избирательная комиссия Адыгеи утвердила календарный план мероприятий по подготовке и проведению выборов.[3]
- с 10 июня по 14 июля — период выдвижения кандидатов и списков.[3]
  - агитационный период начинается со дня выдвижения и заканчивается и прекращается за одни сутки до дня голосования.[3]
- с 4 июля по 1 августа — период представления документов для регистрации кандидатов и республиканских списков.[3]
- с 20 августа по 16 сентября — период агитации в СМИ.[3]
- 17 сентября — день тишины.[3]
- 18 сентября — день голосования.

## Избирательная система
Число депутатов парламента снизилось с 54 до 50 в связи с выполнением требования Федерального закона от 05.04.2010 № 42-ФЗ. 25 депутатов избирались по партийным спискам, 25 по одномандатным округам. Заградительный барьер снижен с 7% до 5%.
Предельные размеры расходов избирательных фондов составляли: для кандидата по мажоритарному округу 300 тыс.руб., для партсписка 10 млн.руб. 
От сбора подписей были освобождены пять партий, набравших на выборах Государственной Думы 2011 года более 3% голосов («Единая Россия», КПРФ, «Справедливая Россия», ЛДПР и РОДП «Яблоко»), а также «Коммунисты России» и «Родина» за счет результатов региональных и местных выборов.

## Участники

### Выборы по партийным спискам
| Номер в бюллетене | Партия              | Общая часть списка от 1 до 3 кандидатов               | Региональных групп* | Кандидатов в списке** | Статус списка                                                                  |
| --- | ------------------- | ----------------------------------------------------- | ------------------- | --------------------- | ------------------------------------------------------------------------------ |
| 1 | ЛДПР                | Владимир Жириновский • Каплан Панеш • Денис Огиенко   | 25                  | 80                    | зарегистрирован                                                                |
| 2 | Единая Россия       | Мурат Кумпилов • Владимир Нарожный • Елена Любченко   | 25                  | 111                   | зарегистрирован                                                                |
| 3 | Коммунисты России   | Андрей Бородин • Александр Жилин • Сергей Гукасян     | 25                  | 40                    | зарегистрирован                                                                |
| 4 | Справедливая Россия | Сергей Миронов • Александр Лобода • Рамазан Бричев    | 25                  | 79                    | зарегистрирован                                                                |
| 5 | КПРФ                | Евгений Салов • Елена Москаленко • Схатбий Шевацуков  | 25                  | 92                    | зарегистрирован                                                                |
| — | Родина              | Нина Коновалова • Александр Петин • Владимир Каратаев | 25                  | 56                    | отказано в регистрации (документы для регистрации не были представлены в срок) |
| *Региональная группа соответствует одномандатному округу и должна включать от 2 до 5 кандидатов. Региональных групп должно быть от 14 до 25. |                     |                                                       |                     |                       |                                                                                |
| *Без учёта выбывших кандидатов. Общее число включённых в единый список кандидатов не может превышать 128 человек.                            |                     |                                                       |                     |                       |                                                                                |

### Выборы по округам
По 25 одномандатным округам кандидаты выдвигались как партиями, так и путём самовыдвижения.  Кандидатам требовалось собрать 3 % подписей от числа избирателей соответствующего одномандатного округа.
Всего было выдвинуто 175 кандидатов. Из них зарегистрировано 123, в том числе 25 от партии «Единая Россия», 21 от КПРФ, 20 от партии «Родина», 15 от партии «Справедливая Россия», 15 от партии «Коммунисты России», 9 от ЛДПР, 1 от партии «Патриоты России», 1 от партии «Яблоко» и 16 самовыдвиженцев.
| № округа | Состав                   | Всего избирателей |
| -------- | ------------------------ | ----------------- |
| 1        | городской округ Адыгейск | 12 029            |
| 2        | Гиагинский район         | 13 445            |
| 3        | Гиагинский район         | 11 681            |
| 4        | Кошехабльский район      | 11 956            |
| 5        | Кошехабльский район      | 10 858            |
| 6        | Красногвардейский район  | 11 174            |
| 7        | Красногвардейский район  | 10 852            |
| 8        | городской округ Майкоп   | 14 824            |
| 9        | городской округ Майкоп   | 14 812            |
| 10       | городской округ Майкоп   | 14 527            |
| 11       | городской округ Майкоп   | 14 707            |
| 12       | городской округ Майкоп   | 14 900            |
| 13       | городской округ Майкоп   | 14 634            |
| 14       | городской округ Майкоп   | 14 917            |
| 15       | городской округ Майкоп   | 14 660            |
| 16       | городской округ Майкоп   | 14 909            |
| 17       | Майкопский район         | 14 001            |
| 18       | Майкопский район         | 14 031            |
| 19       | Майкопский район         | 16 079            |
| 20       | Тахтамукайский район     | 12 801            |
| 21       | Тахтамукайский район     | 12 477            |
| 22       | Тахтамукайский район     | 13 157            |
| 23       | Тахтамукайский район     | 13 405            |
| 24       | Теучежский район         | 13 549            |
| 25       | Шовгеновский район       | 12 482            |

## Результаты
| Место                      | Место                      | Партия                     | по региональным спискам | по региональным спискам | по региональным спискам | по одно- мандатным округам | всего         | всего |
| Место                      | Место                      | Партия                     | Голоса                  | %                       | Получено мест           | Получено мест              | Получено мест | %     |
| -------------------------- | -------------------------- | -------------------------- | ----------------------- | ----------------------- | ----------------------- | -------------------------- | ------------- | ----- |
|                            | 1.                         | «Единая Россия»            | 106 200                 | 58,31 %                 | 16                      | 23                         | 39            | 78 %  |
|                            | 2.                         | КПРФ                       | 27 871                  | 15,30 %                 | 4                       | 0                          | 4             | 8 %   |
|                            | 3.                         | ЛДПР                       | 25 660                  | 14,09 %                 | 3                       | 1                          | 4             | 8 %   |
|                            | 4.                         | «Справедливая Россия»      | 13 014                  | 7,15 %                  | 2                       | 0                          | 2             | 4 %   |
|                            |                            |                            |                         |                         |                         |                            |               |       |
|                            | 5.                         | «Коммунисты России»        | 4615                    | 2,53 %                  | 0                       | 0                          | 0             | 0 %   |
|                            |                            | «Родина»                   | —                       | —                       | —                       | 0                          | 0             | 0 %   |
|                            |                            | «Патриоты России»          | —                       | —                       | —                       | 0                          | 0             | 0 %   |
|                            |                            | «Яблоко»                   | —                       | —                       | —                       | 0                          | 0             | 0 %   |
|                            |                            | Самовыдвижение             | —                       | —                       | —                       | 1                          | 1             | 2 %   |
| Недействительные бюллетени | Недействительные бюллетени | Недействительные бюллетени | 4761                    | 2,61 %                  |                         |                            |               |       |
| Всего                      | Всего                      | Всего                      | 182 121                 | 100 %                   | 25                      | 25                         | 50            | 100 % |

### Результаты по округам
| Округ                         | Всего избирателей | Всего проголосовало | Явка    | Избранный депутат    | Партия         | Число голосов | Процент |
| ----------------------------- | ----------------- | ------------------- | ------- | -------------------- | -------------- | ------------- | ------- |
| № 1 города Адыгейска          | 11 932            | 9327                | 78,17 % | Аскер Янок           | Единая Россия  | 4962          | 53,2 %  |
| № 2 Гиагинского района        | 13 235            | 5675                | 42,88 % | Борис Василенко      | Единая Россия  | 2659          | 46,85 % |
| № 3 Гиагинского района        | 11 499            | 5288                | 45,99 % | Магомет Болоков      | Единая Россия  | 3417          | 64,62 % |
| № 4 Кошехабльского района     | 12 351            | 9006                | 72,92 % | Мухамед Ашев         | Единая Россия  | 7212          | 80,08 % |
| № 5 Кошехабльского района     | 10 413            | 9028                | 86,7 %  | Каплан Борсов        | Единая Россия  | 6383          | 70,7 %  |
| № 6 Красногвардейского района | 11 115            | 8839                | 79,52 % | Ирина Бельмехова     | Единая Россия  | 6814          | 77,09 % |
| № 7 Красногвардейского района | 10 810            | 10 223              | 94,57 % | Тембот Кумпилов      | Единая Россия  | 9075          | 88,77 % |
| № 8 города Майкопа            | 15 055            | 6028                | 40,04 % | Вячеслав Сапиев      | Единая Россия  | 3034          | 50,33 % |
| № 9 города Майкопа            | 14 908            | 5194                | 34,84 % | Андрей Гетманов      | Единая Россия  | 2582          | 49,71 % |
| № 10 города Майкопа           | 11 717            | 4527                | 38,64 % | Владимир Овчинников  | Единая Россия  | 1360          | 30,04 % |
| № 11 города Майкопа           | 14 778            | 6919                | 46,82 % | Каплан Панеш         | ЛДПР           | 3118          | 45,06 % |
| № 12 города Майкопа           | 15 008            | 5812                | 38,73 % | Алексей Корешкин     | Единая Россия  | 2320          | 39,92 % |
| № 13 города Майкопа           | 14 874            | 5708                | 38,38 % | Анзаур Керашев       | Единая Россия  | 2448          | 42,89 % |
| № 14 города Майкопа           | 15 422            | 6577                | 42,65 % | Аскарбий Кулов       | Единая Россия  | 2625          | 39,91 % |
| № 15 города Майкопа           | 12 933            | 5562                | 43,01 % | Сергей Погодин       | Единая Россия  | 2794          | 50,23 % |
| № 16 города Майкопа           | 15 329            | 6605                | 43,09 % | Сергей Белокрыс      | Единая Россия  | 2289          | 34,66 % |
| № 17 Майкопского района       | 16 008            | 6800                | 42,48 % | Карэн Мнацаканьян    | Единая Россия  | 3139          | 46,16 % |
| № 18 Майкопского района       | 14 083            | 6729                | 47,78 % | Олег Картамышев      | Единая Россия  | 4207          | 62,52 % |
| № 19 Майкопского района       | 16 314            | 6957                | 42,64 % | Александр Колесников | Единая Россия  | 4188          | 60,2 %  |
| № 20 Тахтамукайского района   | 13 304            | 6469                | 48,62 % | Вячеслав Джасте      | Единая Россия  | 3382          | 52,28 % |
| № 21 Тахтамукайского района   | 13 012            | 9237                | 70,99 % | Рустам Калашаов      | самовыдвижение | 3670          | 39,73 % |
| № 22 Тахтамукайского района   | 14 404            | 4630                | 32,14 % | Аскер Дзетль         | Единая Россия  | 2595          | 56,05 % |
| № 23 Тахтамукайского района   | 14 422            | 7317                | 50,73 % | Гисса Басте          | Единая Россия  | 4443          | 60,72 % |
| № 24 Теучежского района       | 13 768            | 11 524              | 83,7 %  | Адам Хурай           | Единая Россия  | 6921          | 60,06 % |
| № 25 Шовгеновского района     | 12 378            | 11 144              | 90,03 % | Вячеслав Аутлев      | Единая Россия  | 7881          | 70,72 % |